# Die Kirschen

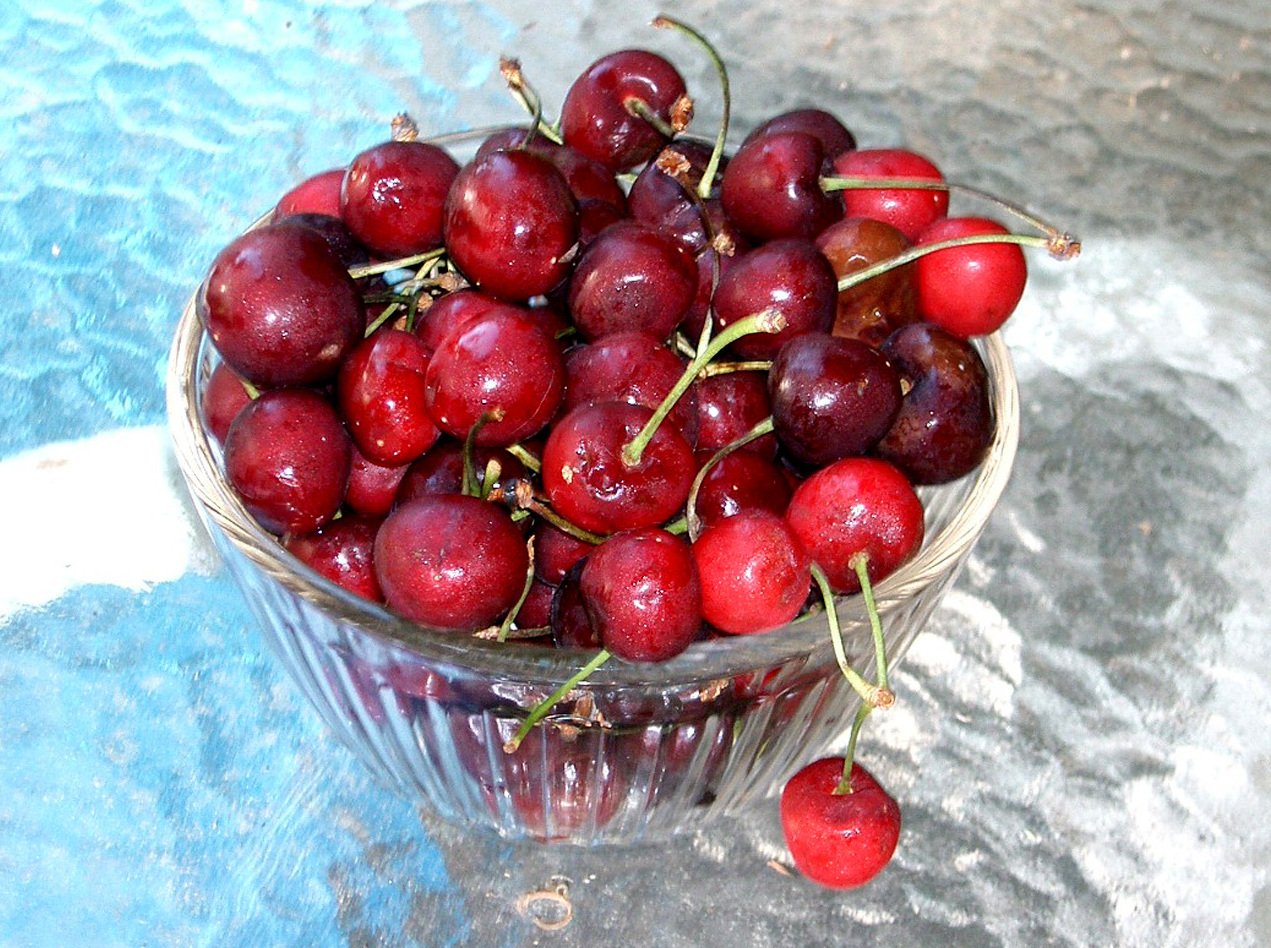
An einem Glas Kirschen entzündet sich ein Konflikt.

Die Kirschen ist eine der bekanntesten Kurzgeschichten Wolfgang Borcherts. Sie wird vielfach wegen ihres modellhaften Charakters sowie der sprachlichen und inhaltlichen Knappheit aus seinem Werk hervorgehoben. Als Beispiel der Trümmerliteratur zeigt sie eine Alltagssituation der Nachkriegszeit, aus der allgemeingültige innere Konflikte ihrer Figuren erwachsen. Die Kurzgeschichte entstand 1947, zu einem Zeitpunkt, als Borchert selbst schon ans Bett gefesselt war, und ist einer der wenigen Texte Borcherts, die seine Krankheit thematisieren. Daher wurde sie teilweise auch autobiografisch interpretiert.

## Inhalt
Ein Junge, der mit Fieber im Bett liegt, hört, dass nebenan etwas zerbricht. Sogleich vermutet er, es handele sich um ein Glas mit Kirschen, das kalt gestellt wurde, um sein Fieber zu lindern. Als er aufsteht, sieht er im Nebenzimmer seinen Vater auf dem Boden sitzen, während ihm vermeintlich roter Kirschsaft über die Hand läuft. Als der Vater den Jungen bemerkt, schickt er ihn besorgt wieder zu Bett. Doch der Kranke blickt nur betroffen auf die rote Hand und verdächtigt den Vater, von seinen Kirschen gegessen zu haben. Der Vater erklärt, dass er ausgerutscht sei, als er eine Tasse ausspülen wollte, um die Kirschen umzufüllen. Dabei sei die Tasse zu Bruch gegangen, er habe sich geschnitten und komme nun vor Schreck nicht mehr auf die Beine. Er verspricht seinem Sohn, die Kirschen gleich zu bringen, und schickt ihn erneut zu Bett. Als der Vater seinem kranken Sohn anschließend tatsächlich die Kirschen bringt, versteckt dieser vor Scham seinen Kopf tief unter der Bettdecke.

## Interpretation
Peter Rühmkorf wertete Die Kirschen als musterhaft für kurze Prosa, „wo, angefangen vom raffiniert beiläufigen Einstieg (‚Nebenan klirrte ein Glas‘ […]) über die bewußte Verfremdung und Unterspielung des Scheitelpunktes (‚Sie mochte gerade diese Tasse so gern‘ […]) bis zur kaum angedeuteten Kundgabe der Erschütterung, ein Daseinsbruch und eine Bewußtseinswende im scheinbar Unscheinbaren zutage treten.“
Auch Reiner Poppe sah in Die Kirschen „ein perfektes Modell einer Kurzgeschichte“, die „ein Maximum an Mitteilung mit einem Minimum an gesetzten Zeichen“ darbiete. Formal beschrieb er: „Zweieinhalb Seiten mit knappstem Vorgang und reduzierter, in der Reduktion jedoch ungeheuer intensiven Sprache, zwingender dreitaktiger Aufbau mit einer gegenläufigen inneren und äußeren Bewegung der beiden handelnden Personen“. Der Erzählbogen reiche vom unvermittelten Beginn über den Vorwurf des Jungen, die vermeintliche Ausrede des Vaters als Scheitelpunkt, der abschließenden Beschämung bis zum erneut unvermittelten Schluss. Während sich im Kopf des fiebernden Jungen der stereotype Satz „Alles voll Kirschen“ festsetze, bringe er in seiner Enttäuschung „nur Sprachfragmente heraus, bis er zum Schluss gar keine Worte mehr findet. Wo die Scham übermächtig wird, versagt die Stimme.“
Für Manfred Durzak wirkte Die Kirschen wie eine Variation von Das Brot. Doch in einer Umkehrung dieser früher entstandenen Kurzgeschichte, werde nicht der Handelnde bloßgestellt, sondern der Beobachtende. Der Junge sehe in dem fürsorgenden Vater „nur den Konkurrenten, der ihn um den Genuß der begehrten Früchte bringen will.“ Durzak betonte, dass Borchert in der Geschichte „nirgendwo moralisierend erläutert oder die Beziehung zwischen Vater und Sohn im Deutungsspektrum psychologisierend erweitert.“ Hinter dem alltäglichen Einzelfall werde dennoch „das zeitgeschichtliche Klima deutlich, in dem der egoistische Drang des einzelnen tradierte menschliche Verhaltensweisen, auch der Moral, überspielte und jeder zum Konkurrenten des anderen wurde, auch in der Familie.“
Eine biografische Deutung nahm Rühmkorf in seiner Monografie über Wolfgang Borchert vor, indem er die Kurzgeschichte in Verbindung mit Borcherts problematischer Beziehung zu seinem Vater brachte. Allgemein sah er in Borcherts Werk eine schwache Vaterfigur vorherrschen mit „einer rührenden Hilflosigkeit und einer auffälligen Unfähigkeit zum Handeln“. Die in Die Kirschen beschriebene Episode zeigte für ihn „in ihrem Ablauf von Verdächtigung und vollendeter Beschämung, von Mißtrauen und Selbstvorwürfen die ganz außerordentlichen Schuldgefühle eines Sohnes, der vermutlich eine ganze Jugend lang heimlichen Bezichtigungen nachhing“, die sich gerade daran entzündeten, dass „dieser Vater sich selten den außergewöhnlichen Neigungen seines Kindes widerstemmte.“
Auch Bettina Clausen sah in dem aus ihrer Sicht bereits erwachsenen Jungen, „der den ihm gewährten Kredit auf Kindlichkeit kaum wiedergutmachbar überzieht“, ein mögliches Selbstporträt Borcherts. Am Ende lasse der Autor seinen Helden „vollends versagen, das heißt, er läßt den zwar Kranken aber doch Erwachsenen den denkbar kindlichsten Weg der Schuldbewältigung wählen“, indem er einfach seinen Kopf unter die Decke stecke. Sie bringt die Geschichte in Verbindung zu einer Zeile aus Borcherts Geschichte Generation ohne Abschied: „wir sind die Generation ohne […] Behütung, ausgestoßen aus dem Laufgitter des Kindseins“.

## Entstehung, Veröffentlichung und Rezeption

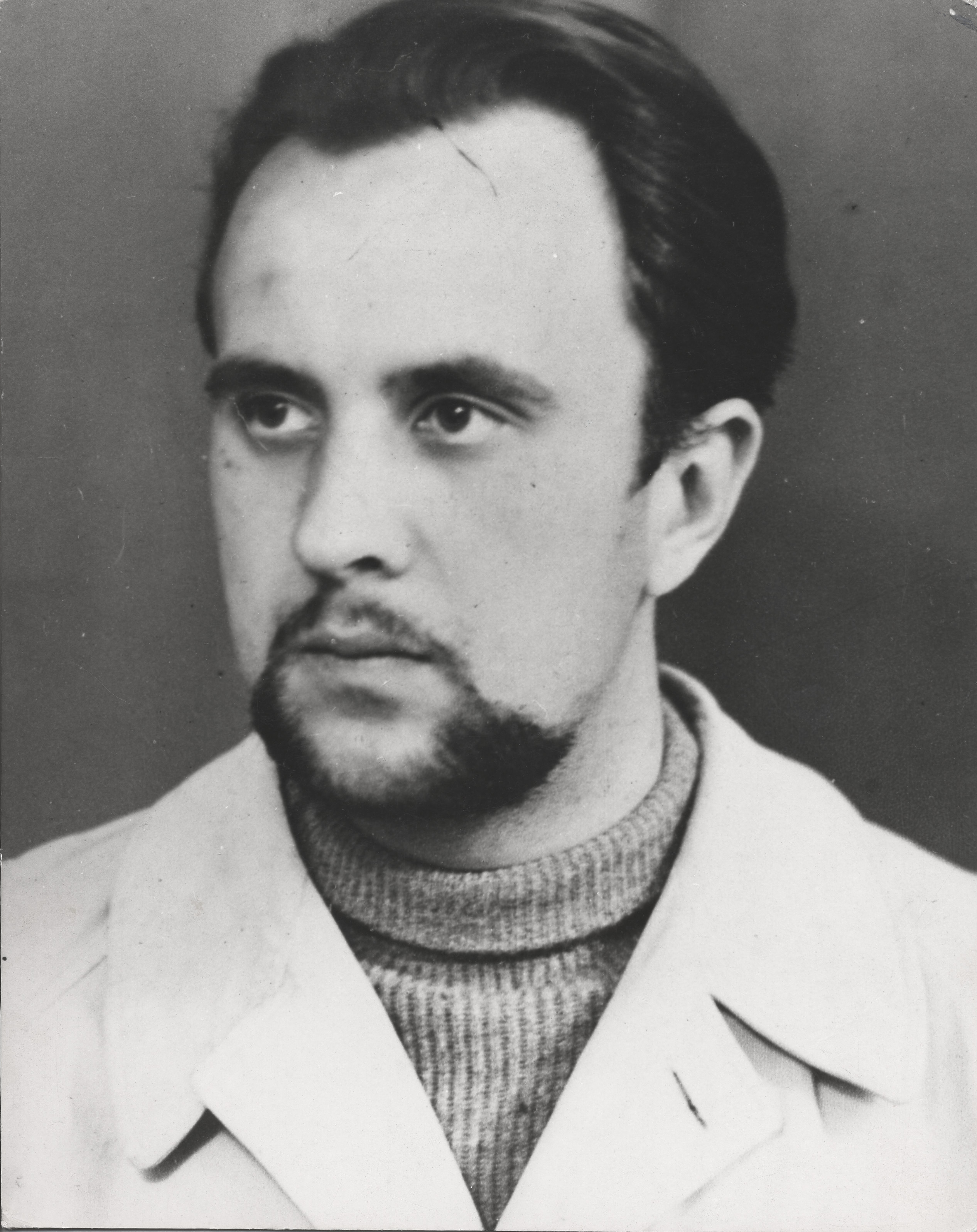
Wolfgang Borchert, 1945

Wolfgang Borchert schrieb Die Kirschen 1947 nach seinem Theaterstück Draußen vor der Tür und vor der Abreise im September desselben Jahres ins Basler St.-Clara-Spital, in dem er zwei Monate später verstarb. Die Kurzgeschichte wurde erstmals am 1. August 1948 in der Zeitschrift Für Dich publiziert, jedoch nicht in das 1949 von Rowohlt herausgegebene Gesamtwerk aufgenommen. Erst 1961 wurde Die Kirschen gemeinsam mit anderen Geschichten aus dem Nachlass in der Sammlung Die traurigen Geranien und andere Geschichten aus dem Nachlaß in Buchform publiziert.
Dennoch wird die Geschichte von einigen Rezensenten zu „Borcherts besten Kurzgeschichten“ gezählt. Reiner Poppe spricht von einer „meisterhaften Erzählung“, die zu den „‚Favoriten‘ im Unterricht“ gehöre, da sie „sprachlich und in ihren Form-Inhalts-Beziehungen vollkommen“ sei. Für Bettina Clausen war sie „eine der psychologisch feinst durchmotivierten Geschichten Borcherts“.
Peter Rühmkorf nannte Die Kirschen beispielhaft für einige Geschichten aus dem Nachlass, die „schlichthin musterhaft und meisterlich“ seien in dem Sinne, „daß sie im Äußeren nur wenig von sich hermachen, daß alles eigentliche Geschehen nach innen verschlagen ist und daß ein Hauch von Handlung oft genügt, um uns zu treffen und zu rühren.“ Borchert offenbare „[j]ene besondere Sensibilität, die seelische Hochspannung in Kapillarausschlägen anzuzeigen fähig ist und letzte Dinge abzuhandeln an den geringfügigsten.“